# Joseph Crawhall
Joseph Crawhall (ur. 1861 w Morpeth, zm. 24 maja 1913 w Glasgow) – angielski malarz.
W latach 1880–1890 należał do grupy artystycznej Glasgow Boys, która była częścią tzw. Glasgow School. Tworzył pod silnym wpływem impresjonizmu, ale jego prace zostały odrzucone przez Royal Scottish Academy. W 1891 razem z Robertem Bevanem i George’em Denholmem Armourem odbył podróż do Hiszpanii i Maroka, zatrzymując się do drodze u Erica Forbes-Robertsona w Pont-Aven w Bretanii. Podczas plenerów podczas tej podróży porzucił malarstwo olejne na rzecz akwareli. Najczęstszym motywem prac Josepha Crawhalla są zwierzęta i ptaki, wiele prac jest częścią kolekcji Kelvingrove Art Gallery and Museum i Burrell Collection.